# 平野由希
平野 由希（ひらの ゆき、1986年8月7日 - ）は北海道出身のグラビアアイドル・タレントである。BESIDE所属。

## 人物・来歴
- 2005年「ミニスカポリス7ティ〜ン」の一員に選ばれる。
- 現在は撮影会やCS放送、TVやグラビアで活躍している。
- 自身のブログにて芸能界引退を発表した[1]。

## 出演

### テレビ番組
- TX「ゴッドタン」（2008.8）
- GyaO「ミニスカポリス7ティ～ン」（2005.9～2006.8）
- CS「ダチョ・リブレ」（2007.5）
- CX「アテーション・プリーズスペシャル」CA三木役（2008）
- CX「世にも奇妙な物語」女子高生役（2008）
- TVK「アイドル☆レボリューション」放送中
- MONDO21「いいなり宣言!メイドおさわがせします。」
- スカパー!「ユーガッタチャンス」（2005.4～）
- TX「メン☆ドル 〜イケメンアイドル〜」（2008）第8話
- テレビ朝日「キミ犯人じゃないよね? 」（2008年5月30日）第8話
- CX「婚カツ」スチール（2009）
- ABC・テレビ朝日「4姉妹探偵団」
- YTV・日本テレビ「示談交渉人 ゴタ消し」

### 雑誌
- KKベストセラーズ「グラフィー」（2005.9.20）
- 白夜書房「Audition」（2005.9.1）

### ラジオ
- USEN「アジアン美少女ファイル」（2005.11～）
- 文化放送「高田純次・河合美和子の東京パラダイス」

## 作品

### デジタル写真集
- 平野由希 電子写真集｢情熱｣（アスペクトデジタルメディア）
- 平野由希 電子写真集｢予感｣（アスペクトデジタルメディア）

### DVD
- ジーオーティー「QUTE」（2005.4.22）
- ぶんか社「メロンの誘惑」（2008.10.31）